# Dodge Ram SRT 10
La Dodge Ram SRT-10 es una camioneta deportiva, fue producida por Dodge en cantidades limitadas. Fue introducida en enero de 2002 en el North American International Auto Show, pero no fue puesto en producción hasta 2004. A diferencia de las anteriores camionetas Ram, la SRT-10 fue construido con el único fin de la velocidad.

## Desarrollo

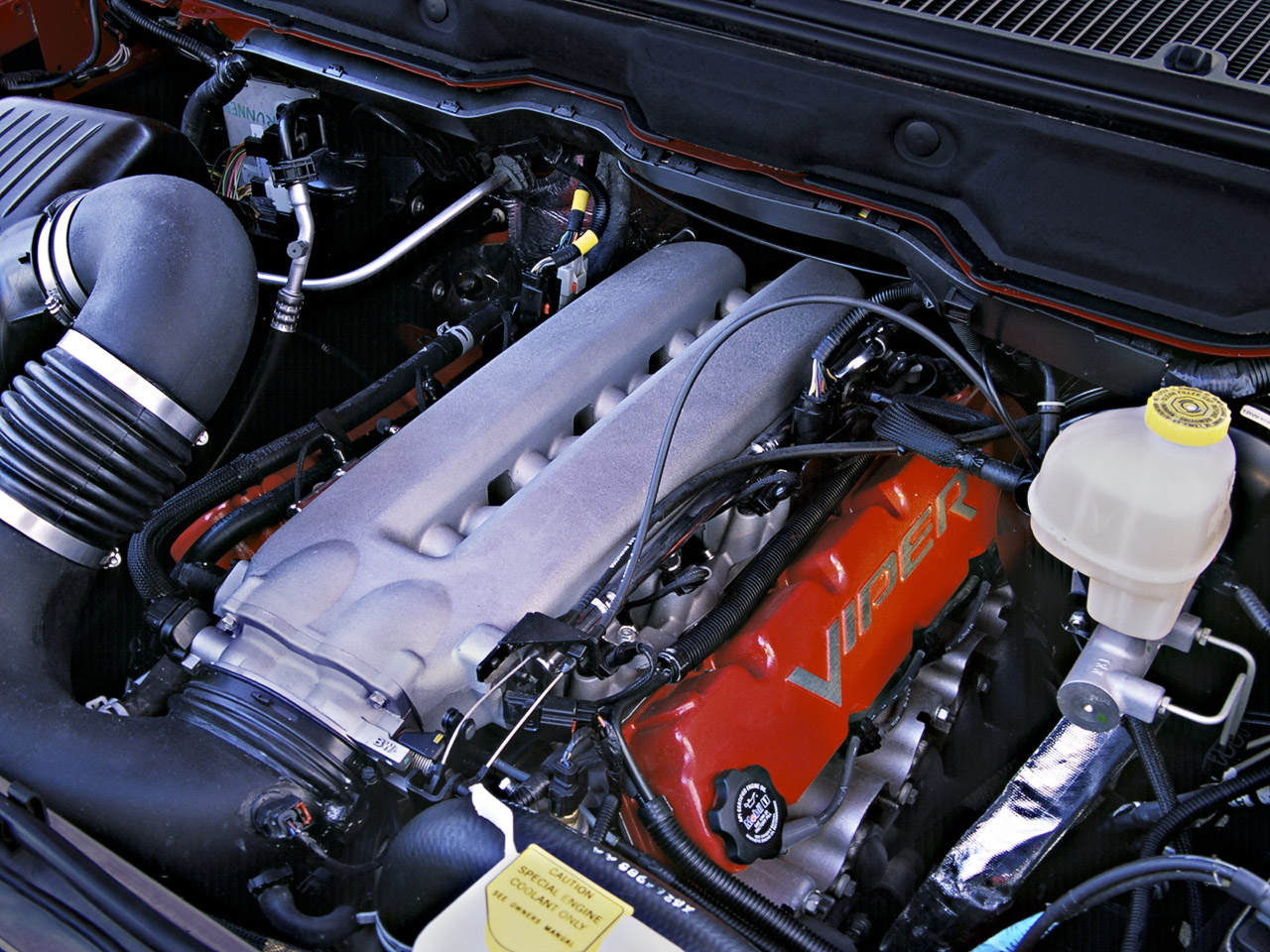
Motor del Dodge Ram SRT-10

La Dodge Ram SRT fue creada por DaimlerChrysler PVO ( Operaciones de Rendimiento de Vehículos ) de EADS, por el ingeniero creador del Dodge Viper y el Plymouth Prowler. Extensas pruebas de túnel de viento fueron utilizados en el estilo del exterior de la Ram SRT-10. Esta es la segunda vez que Dodge ha puesto un motor de Viper en una camioneta Ram. En el Salón del Automóvil de Chicago 1996, Dodge introdujo un concepto Dodge Ram con motor de generación 2 del Viper, pero no fue puesto en producción. El VTS Dodge Ram fue pintado Banzai azul con dos franjas blancas skunk, que se encuentra un motor V10 488 cid, una transmisión de seis velocidades Borg-Warner caja de cambios manual, y de 17 pulgadas (430 mm) ruedas del Viper GTS envuelto en BF Goodrich 275/60-HR17 Comp T / A HR4 neumáticos.

## Descripción
La Dodge Ram SRT-10 contó con un motor 8,3 litros V10 de Viper. Este motor produce 510 HP @ 5.600 rpm y 525 libras • pie (712 N • m) de torque @ 4.200 rpm. La versión de cabina regular, con un peso en vacío total de 2.330 kg, alcanza una velocidad máxima 246 km / h, y puede acelerar de 0 a 100 km / h en 4,95 segundos, mientras que la Quad Cab, con un peso 2.548 kg, hace 0-100 km/h en 5,2 segundos y alcanza una velocidad máxima de 237 km / h. La de cabina regular pudo completar el cuarto de milla (400 m) en 12,6 segundos a 180 km / h, la Quad Cab en 13.7 segundos a 167 km / h.

## Transmisión
La Ram SRT-10 de cabina regular ofreció una transmisión Tremec T-56, mientras que la Quad Cab utilizó una transmisión 48RE automática de cuatro velocidades modificada de la transmisión Ram Heavy Duty. Ambas versiones utilizan un eje trasero Dana 60.

## Exterior

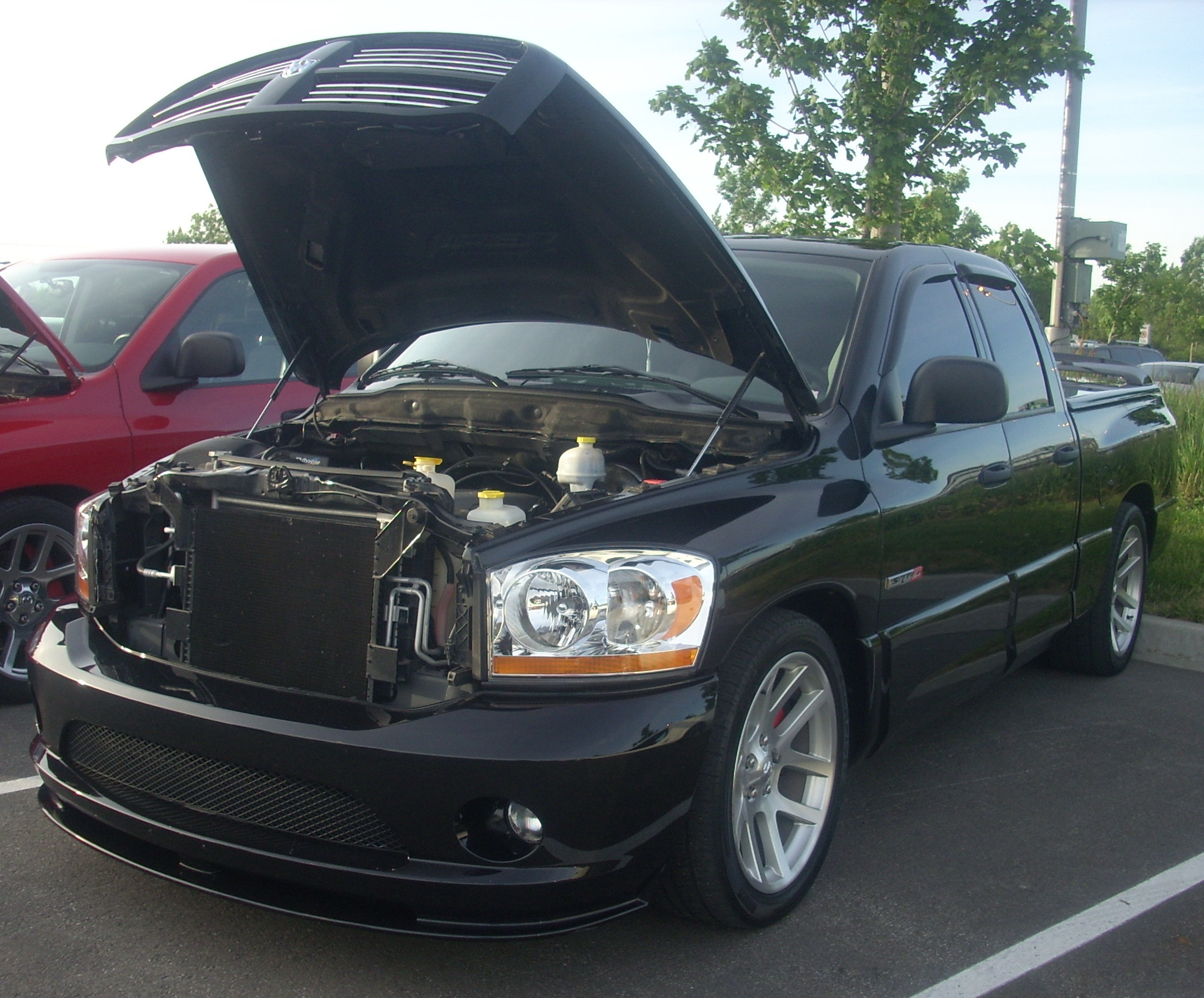
Dodge Ram SRT-10 Quad Cab 2006

El Ram SRT-10 tenía un capó muy singular, con una toma de aire. La toma de aire permite entrar aire fresco, así como obligar a que el aire caliente salga del compartimiento del motor, contribuyendo así a que el motor funcione más frío. Se le añadieron insignias "Viper Powered" en los lados de la toma de aire, para indicar el motor SRT-10 bajo el capó. Otra característica exterior era una cubierta de lona con un spoiler adjunto que se supone que venían de serie en la versión Quad Cab 2005 y todos los modelos 2006, pero debido a problemas de fabricación no instaló en casi la mitad de las Ram SRT-10. Para ayudar a remediar esta situación, Dodge añadido un crédito de $ 1000 USD y un alerón regular a todos los Ram SRT-10 que no recibieron la cubierta de lona. Además del estilo, el spoiler también ayudó con el flujo de aire y proporciona una reducción de la sustentación y la resistencia.

## Interior
El sistema estéreo de la Dodge Ram SRT-10 consistió en 8 bocinas marca Infinity. También viene con un volante revestido de piel y asientos de gamuza y cuero. El tablero central estaba adornado con adornos plateados, y una banda de plata de ajuste con el logo de SRT-10 residía en la cubierta de la bolsa de aire del lado del pasajero. Siguiendo el ejemplo del Dodge Viper, el Ram SRT-10 viene con un botón rojo de arranque en el tablero.

## Ediciones Especiales
Dodge lanzó varias ediciones limitadas en las versiones de cabina regular y Quad Cab.
VCA (Viper Club of America) Edition 52 producidos, liberada en el 2004, en la carrera de Daytona Motor Speedway en febrero. Cuando las personas fueron capaces de entrar en una rifa, y solo los ganadores de la rifa fueron capaces de comprar el vehículo, pero, por supuesto, los ganadores fueron capaces de venderlas a un tercero. Su esquema de pintura era de rayas de rally blancas sobre el azul eléctrico. Motor también fue firmado por Wolfgang Bernhard, el exdirector de Operaciones del Grupo Chrysler. Disponible como un modelo 2004.
Yellow Fever 500 producidos, pintada con pintura solar exterior de color amarillo y rayas negras en la parte superior del capó, llegó con un interior en dos tonos que contó con un bisel de consola central de color amarillo, las lanzas de las puertas color amarillo, costuras de color amarillo en el volante, bordados de color amarillo en las alfombras SRT-10. También vino con distintivos especiales Yellow Fever Edition y una placa seriada "Yellow Fever" en el tablero. Disponible como un modelo 2005.
Commemorative Edition 200 producidos, contó con pintura brillante exterior blanca con rayas azul eléctrico. Las mejoras interiores incluyen costuras azules en los asientos, palanca de cambios y el volante. Alfombrillas fueron bordados en la adecuación de la costura con el logo de SRT-10. Además, la edición conmemorativa incluye rines estándar de aluminio pulido, placas protectoras, y una cubierta rígida. Disponible como un modelo 2005.
Night Runner 400 producidos, pintado con pintura brillante exterior Negra, rines de 22 pulgadas de níquel oscuro perlante, inserciones de cromo negro, insignias Night Runner en la parrilla, un tablero central negro y superposición del bisel en la consola central, y una placa serializada Night Runner en el tablero. Disponible como un modelo 2006.